# Mitsey Smeekens

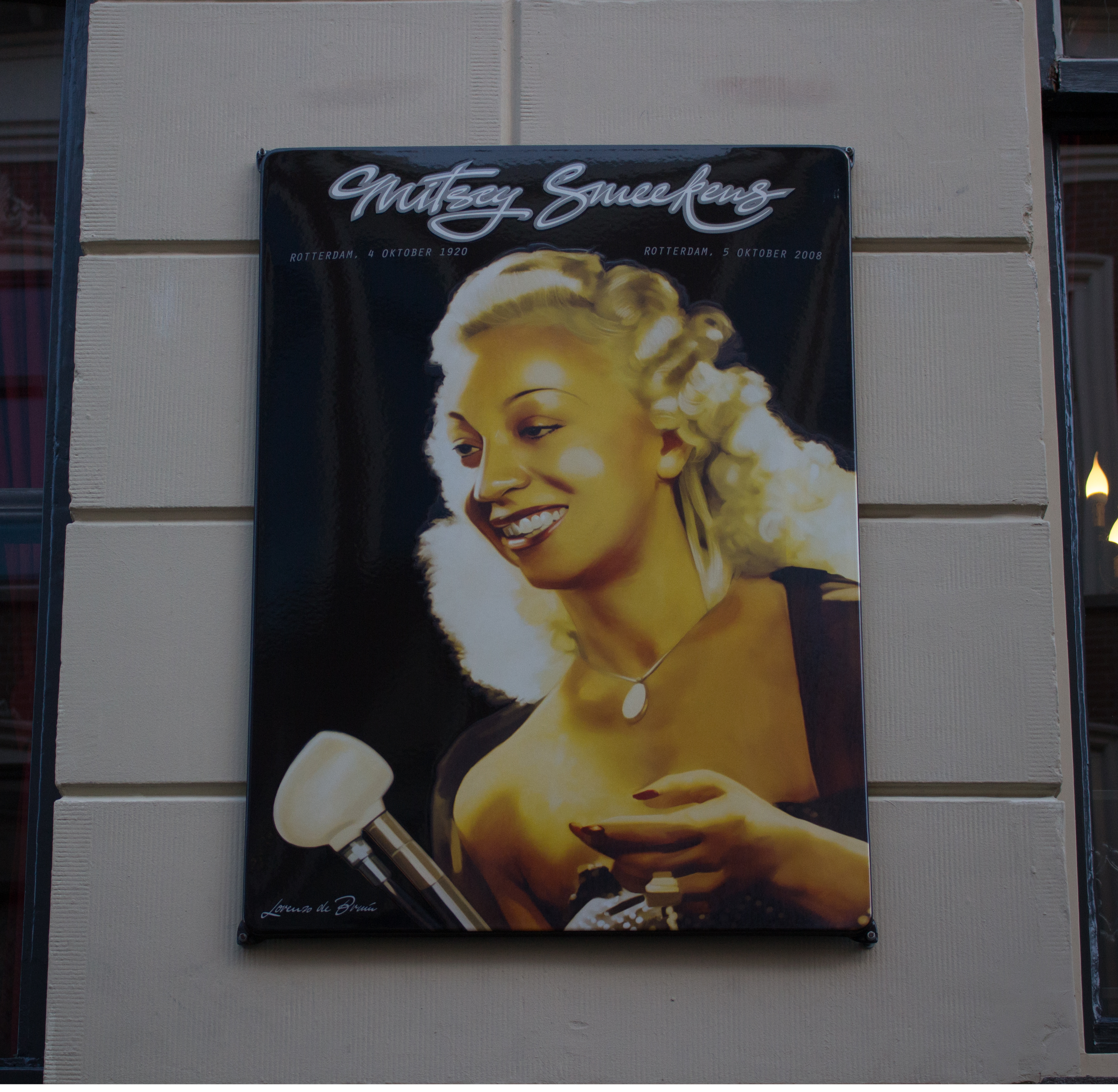
Poster Rotterdam Jazz Artists Memorial getekend door Lorens de Bruin.

Mirza Wilhelmina Snijders – artiestennaam Mitsey Smeekens – (Rotterdam, 4 oktober 1920 – aldaar, 5 oktober 2008) was een Nederlandse zangeres.
Eind jaren ’30 in het toenmalige Arena Theater Rotterdam, werkte “Mitsey” als 17-jarige ouvreuse alwaar zij als zangeres werd ontdekt. 
Zij won In 1939 een crooner-wedstrijd met het liedje A Tisket A Tasket van Ella Fitzgerald, dat een jaar eerder een hit was.
Drie maanden voor de Duitse inval trouwde zij met trompettist Gerard Smeekens die haar al eens begeleid had.
In 1941 verhuisde zij van Hillegersberg naar Amsterdam waar zij samenwerkte met de tenorsaxofonist Kid Dynamite en het orkest van Lex van Spall.
Gedurende de oorlogsjaren zong ze in het Frans, Spaans, Italiaans en Nederlands. Engels was toen verboden. Zij weigerde overigens lid te worden van de Nederlandsche Kultuurkamer.
Aan het eind van de oorlog werd haar man vermoord.
Na de oorlog speelde ze nog enige tijd in Amsterdam bij een orkest. Later had zij haar eigen kwartet waarmee ze regelmatig te horen was op de radio.
In 1953 keerde zij terug naar Rotterdam waar zij trouwde met pianist Herman Houtman die haar al sinds 1948 begeleidde. Omstreeks 1958 vormde zij het "Perdido Trio" waar Houtman ook deel van uitmaakte.
Samen met haar man opende zij op 3 mei 1963 in Rotterdam het café “De Doofpot”, die zij exploiteerden tot 1976.
Op haar 88e verjaardag zong zij nog Georgia On My Mind. Een dag later is ze overleden.